# Stanwick St John
Stanwick St John est un village et une paroisse civile situé dans le Yorkshire du Nord. En 2021, sa population était de 127 habitants.

## Source de la traduction
- (en) Cet article est partiellement ou en totalité issu de l’article de Wikipédia en anglais intitulé « Stanwick St John » (voir la liste des auteurs).